# Liste der Monuments historiques in Châtel-de-Neuvre
Die Liste der Monuments historiques in Châtel-de-Neuvre führt die Monuments historiques in der französischen Gemeinde Châtel-de-Neuvre auf.

## Liste der Bauwerke
| Bezeichnung       | Beschreibung              | Standort | Kennzeichnung | Schutzstatus | Datum | Bild           |
| ----------------- | ------------------------- | -------- | ------------- | ------------ | ----- | -------------- |
| Kirche St-Laurent | 11. bis 15. Jahrhundert   | (Lage)   | PA00093050    | Classé       | 1927  | weitere Bilder |
| Tour d’Aigrepont  | Wehrturm, 14. Jahrhundert | (Lage)   | PA00093051    | Inscrit      | 1927  | weitere Bilder |

## Liste der Objekte
| Bezeichnung               | Beschreibung          | Standort                        | Kennzeichnung | Schutzstatus | Datum | Bild |
| ------------------------- | --------------------- | ------------------------------- | ------------- | ------------ | ----- | ---- |
| Skulptur Madonna mit Kind | Holz, 17. Jahrhundert | in der Kirche St-Laurent (Lage) | PM03001370    | Inscrit      | 1974  |      |